# Ababde

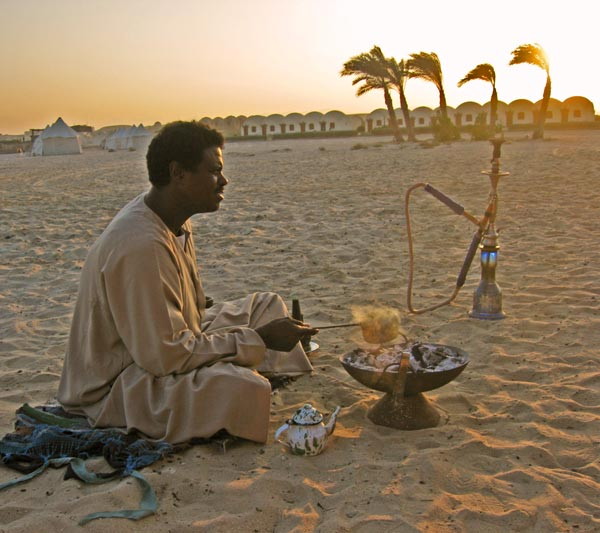
Beduin Ababde

Ababde (Ababdechowie, Ababdowie, Abade) – plemię arabskie.
Plemię zamieszkujące Górny Egipt i Nubię, od Kosseir do 10° szerokości północnej, często zaliczane do Beduinów. Liczba ich wynosiła na przełomie XIX i XX w. ok. 40 tys., w I poł. XX w. uległa zmniejszeniu. Stanowią ogniwo pośrednie między Berberami a plemieniem Bedża. W końcu XIX w. pewna ich część zajmowała się rolnictwem, większość jednak prowadziła życie koczowniczo-pasterskie na pustyni; znani byli oni jako dobrzy i uczciwi przewodnicy dla karawan.

## Źródła
Na podstawie jednego z trzech wydań Encyklopedii Orgelbranda (II połowa XIX w.). Podane informacje mogą wymagać uaktualnienia.